# Guerassimovka
Guerassimovka (en russe : Герасимовка) est un village du raïon Tavdinski dans l'oblast de Sverdlovsk en Russie.
Le village est connu pour être le lieu où a vécu Pavel Morozov. Un mémorial à son nom et à celui de son frère Fedya a été sculpté par l'artiste Sajine ; il y a aussi un édifice commémoratif de l'école où il a étudié et un musée.
Le code postal du village est 623968.